# Grimmia wrightii
Grimmia wrightii là một loài Rêu trong họ Grimmiaceae. Loài này được (Sull.) Austin mô tả khoa học đầu tiên năm 1875.